# Paul Avrich
Paul Avrich (4. srpna 1931, New York – 16. února 2006, New York) byl americký profesor a historik. Většinu svého života učil na Queens College v New Yorku a sehrál zásadní roli pro zachování historie anarchistického hnutí v Rusku a ve Spojených státech.

## Život a práce
Jako synovi v židovské rodině původem z Oděsy bylo Avrichovi umožněno vycestovat do SSSR jako výměnný student v roce 1961 po návštěvě Nikity Chruščova ve Spojených státech v roce 1959. Zatímco pracuje na své diplomové práci, The Russian Revolution and the Factory Committees (Ruská revoluce a tovární výbory), studuje Kronštadtské povstání a roli anarchistů v Říjnové revoluci. Tyto informace mu umožní napsat průkopnické a důležité spisy na toto téma.
Jako učitel na Queens College se snažil přenést na své studenty „cit a smysl pro solidaritu s anarchisty jako lidmi, spíše než jako militanty“; je popisován jako "důvěrný přítel" mnoha starších anarchistů, které potkal a dotazoval se jich, zachraňujíce tak jejich příběhy pro historii.
Psal rozsáhle o tématech souvisejících s anarchismem, včetně knih o aféře Sacco-Vanzetti, Haymarketského masakru a Kronštadtského povstání. Jiný významná díla patří životopisu Voltairine de Cleyre, The Modern School Movement (Hnutí moderní školy) a Anarchist Portraits (Anarchistické portréty). Také vydal důležitou sbírku orální historie, Anarchist Voices (Anarchistické hlasy). Několikrát byl nominován na Pulitzerovu cenu za historii.
Avrich daroval svou sbírku téměř 20 000 amerických a evropských anarchistických publikací a rukopisů Knihovně Kongresu.